# Halil Altıntop
Halil Altıntop (IPA: [häˈlil äɫˈtɯnto̞p]; Gelsenkirchen, 8 dicembre 1982) è un allenatore di calcio ed ex calciatore turco, di ruolo attaccante, responsabile del settore giovanile del Bayern Monaco.

## Biografia
Nato in Germania da genitori turchi, è il fratello gemello di Hamit Altıntop, anche lui con un passato da calciatore.

## Carriera
Altıntop iniziò a giocare nel Wattenscheid 09 insieme a suo fratello. Quando egli sì trasferì al Kaiserslautern, il fratello passò allo Schalke 04. Con il Kaiserslautern ha debuttato il 16 ottobre 2003 nelle coppe europee, nella partita di Coppa UEFA Teplice-Kaiserslautern (1-0), entrando al 56º minuto per sostituire Miroslav Klose. Nella stagione 2005-2006 Altıntop si piazzò al terzo posto della classifica marcatori della Bundesliga con 20 gol.
A fine stagione raggiunse il fratello allo Schalke 04, insieme a cui giocò per una stagione prima che quest'ultimo si trasferisse al Bayern Monaco. Ha debuttato in Champions League il 18 settembre 2007 in Schalke 04-Valencia (0-1). Il 28 gennaio 2010 va in prestito al Eintracht Francoforte. e il 2 luglio seguente viene riscattato.
Passato al Trabzonspor, il 22 novembre 2011 segna il gol del definitivo 1-1 in Champions League contro l'Inter. Il 28 giugno 2013 risolve consensualmente il contratto col Trabzonspor. Il 1º luglio 2013 giorni dopo firma con l'Augsburg FC. Il 2 maggio 2015 rinnova il proprio contratto con la squadra fino al 2017.

## Statistiche

### Presenze e reti nei club
Statistiche aggiornate al 4 gennaio 2018.
| Stagione                     | Squadra                      | Campionato                   | Campionato | Campionato | Coppe nazionali | Coppe nazionali | Coppe nazionali | Coppe continentali | Coppe continentali | Coppe continentali | Altre coppe | Altre coppe | Altre coppe | Totale | Totale |
| Stagione                     | Squadra                      | Comp                         | Pres       | Reti       | Comp            | Pres            | Reti            | Comp               | Pres               | Reti               | Comp        | Pres        | Reti        | Pres   | Reti   |
| ---------------------------- | ---------------------------- | ---------------------------- | ---------- | ---------- | --------------- | --------------- | --------------- | ------------------ | ------------------ | ------------------ | ----------- | ----------- | ----------- | ------ | ------ |
| 2000-2001                    | Wattenscheid 09              | RN                           | 14         | 5          | -               | -               | -               | -                  | -                  | -                  | -           | -           | -           | 14     | 5      |
| 2001-2002                    | Wattenscheid 09              | RN                           | 34         | 14         | -               | -               | -               | -                  | -                  | -                  | -           | -           | -           | 34     | 14     |
| 2002-2003                    | Wattenscheid 09              | RN                           | 33         | 16         | -               | -               | -               | -                  | -                  | -                  | -           | -           | -           | 33     | 16     |
| Totale Wattenscheid 09       | Totale Wattenscheid 09       | Totale Wattenscheid 09       | 81         | 35         |                 | -               | -               |                    | -                  | -                  |             | -           | -           | 81     | 35     |
| 2003-2004                    | Kaiserslautern               | BL                           | 27         | 2          | CG              | 1               | 0               | CU                 | 1                  | 0                  | -           | -           | -           | 29     | 2      |
| 2004-2005                    | Kaiserslautern               | BL                           | 30         | 6          | CG              | 1               | 0               | -                  | -                  | -                  | -           | -           | -           | 31     | 6      |
| 2005-2006                    | Kaiserslautern               | BL                           | 34         | 20         | CG              | 2               | 1               | -                  | -                  | -                  | -           | -           | -           | 36     | 21     |
| 2006-2007                    | Schalke 04                   | BL                           | 34         | 6          | CG              | 2               | 1               | CU                 | 2                  | 0                  | CdL         | 2           | 0           | 40     | 7      |
| 2007-2008                    | Schalke 04                   | BL                           | 25         | 6          | CG              | 2               | 0               | UCL                | 7                  | 0                  | CdL         | 3           | 1           | 37     | 7      |
| 2008-2009                    | Schalke 04                   | BL                           | 31         | 4          | CG              | 4               | 1               | UCL+CU             | 2+6                | 0+2                | -           | -           | -           | 43     | 7      |
| 2009-gen. 2010               | Schalke 04                   | BL                           | 6          | 0          | CG              | 3               | 1               | -                  | -                  | -                  | -           | -           | -           | 9      | 1      |
| Totale Schalke 04            | Totale Schalke 04            | Totale Schalke 04            | 96         | 16         |                 | 11              | 3               |                    | 17                 | 2                  |             | 5           | 1           | 129    | 22     |
| gen.-giu. 2010               | Eintracht Francoforte        | BL                           | 15         | 3          | CG              | 0               | 0               | -                  | -                  | -                  | -           | -           | -           | 15     | 3      |
| 2010-2011                    | Eintracht Francoforte        | BL                           | 34         | 0          | CG              | 3               | 2               | -                  | -                  | -                  | -           | -           | -           | 37     | 2      |
| Totale Eintracht Francoforte | Totale Eintracht Francoforte | Totale Eintracht Francoforte | 49         | 3          |                 | 3               | 2               |                    | -                  | -                  |             | -           | -           | 52     | 5      |
| 2011-2012                    | Trabzonspor                  | SL                           | 34         | 6          | TK              | 1               | 0               | UCL+UEL            | 7+3                | 1+0                | -           | -           | -           | 45     | 7      |
| 2012-2013                    | Trabzonspor                  | SL                           | 27         | 7          | TK              | 10              | 2               | UEL                | 2                  | 0                  | -           | -           | -           | 39     | 9      |
| Totale Trabzonspor           | Totale Trabzonspor           | Totale Trabzonspor           | 61         | 13         |                 | 11              | 2               |                    | 12                 | 1                  |             | -           | -           | 84     | 16     |
| 2013-2014                    | Augusta                      | BL                           | 34         | 10         | CG              | 3               | 1               | -                  | -                  | -                  | -           | -           | -           | 37     | 11     |
| 2014-2015                    | Augusta                      | BL                           | 31         | 3          | CG              | 1               | 0               | -                  | -                  | -                  | -           | -           | -           | 32     | 3      |
| 2015-2016                    | Augusta                      | BL                           | 19         | 1          | CG              | 2               | 0               | UEL                | 5                  | 1                  | -           | -           | -           | 26     | 2      |
| 2016-2017                    | Augusta                      | BL                           | 31         | 6          | CG              | 2               | 0               | -                  | -                  | -                  | -           | -           | -           | 33     | 6      |
| Totale Augsburg              | Totale Augsburg              | Totale Augsburg              | 115        | 20         |                 | 8               | 1               |                    | 5                  | 1                  |             | -           | -           | 128    | 22     |
| 2017-gen.2018                | Slavia Praga                 | 1L                           | 8          | 1          | CRC             | 2               | 1               | UCL+UEL            | 0+0                | 0+0                | -           | -           | -           | 10     | 2      |
| gen.-giu. 2018               | Kaiserslautern               | 2.BL                         | 14         | 1          | CG              | 0               | 0               | -                  | -                  | -                  | -           | -           | -           | 14     | 1      |
| Totale Kaiserslautern        | Totale Kaiserslautern        | Totale Kaiserslautern        | 105        | 29         |                 | 4               | 1               |                    | 1                  | 0                  |             | -           | -           | 110    | 30     |
| Totale carriera              | Totale carriera              | Totale carriera              | 515        | 117        |                 | 39              | 10              |                    | 35                 | 4                  |             | 5           | 1           | 594    | 132    |